# 유방 확대술

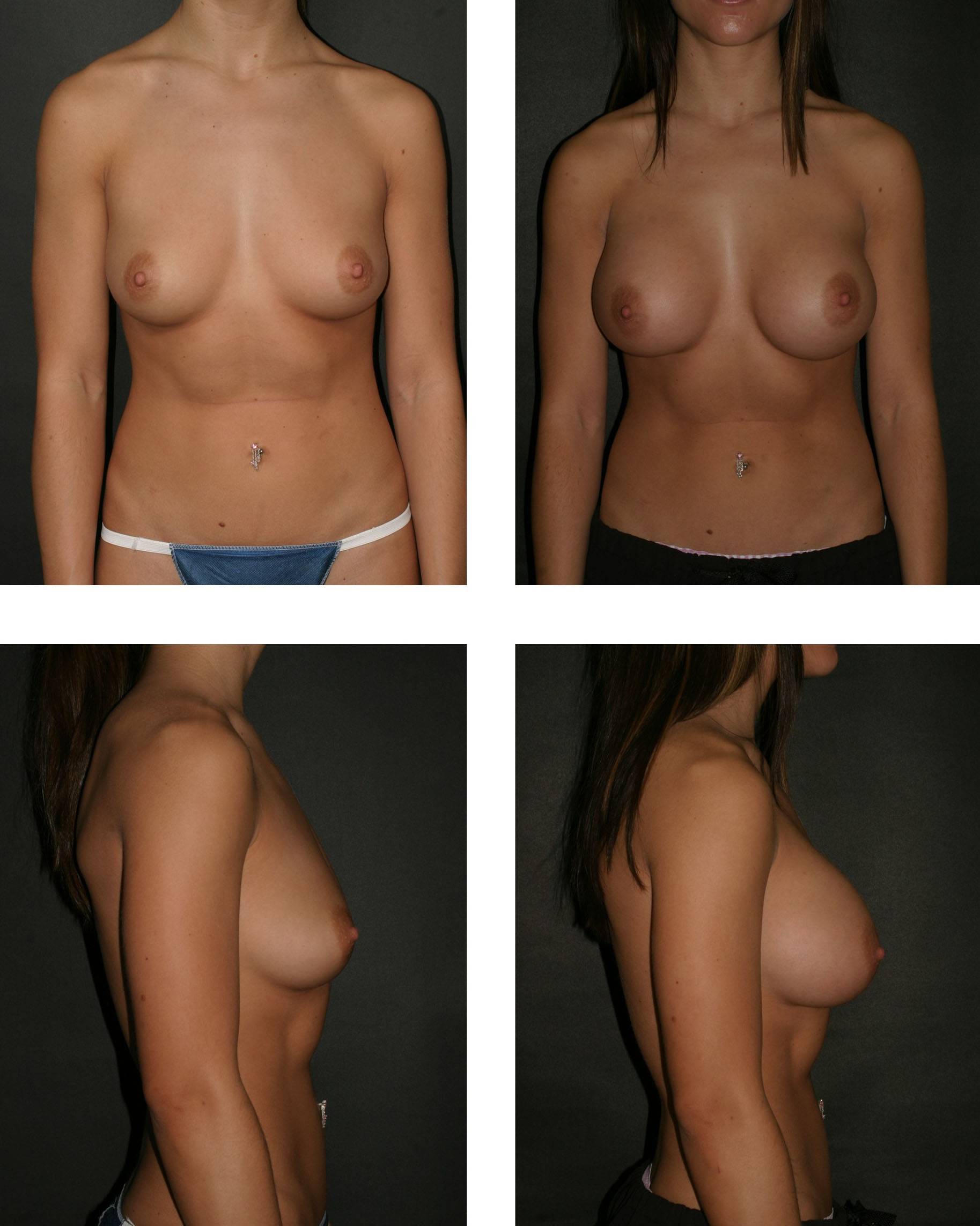
유방 확대 전(좌)와 유방 확대 후(우)

유방 확대술은 유방성형의 하나로 유방을 크게하는 수술이나 시술이다. 유방삽입물이 가장 보편적인 방법이다. 이밖에 자가지방이식, 진공펌프로 당기기, 자흉침등의 수술이나 시술이 있다.